# 박숭원 호성공신교서
박숭원 호성공신교서(朴崇元 扈聖功臣敎書)는 충청북도 청주시 상당구 문의면, 대청호박물관에 있는 공신록권이다. 1988년 9월 30일 충청북도의 유형문화재 제166호로 지정되었다.

## 개요
공신록권이란 나라에서 공이 있는 신하에게 공신으로 임명하여 발급하는 임명서로, 이 녹권은 조선 선조 때의 공신인 박숭원(1532∼1592)에게 호성공신 2등에 봉하는 내용의 녹권이다. 호성공신이란 선조가 의주까지 피난을 할 때 시종하는데 특히 공이 컸던 사람에게 내린 녹권인데, 이항복 등 모두 86명으로 1등 2명, 2등 31명, 3등 53명이다.
박숭원은 임진왜란이 일어나자 선조를 모시고 의주의 행재소에 호종하다가 병으로 돌아가셨다. 이 때의 공로가 인정되어 선조 37년(1604)에 비록 사후이기는 하나 호성공신 2등에 책록되었다. 
이 녹권은 필사된 뒤에 '시명지보(施明之寶)'의 도장이 찍혀있다. 내용은 박숭원의 공로를 찬양하는 교서와 호성공신에 책록된 경위, 포상 내용이 있고 공신들의 명단이 수록되어 있다.
역사 연구의 귀중한 자료이며 보존상태도 아주 양호한 편이다.

## 참고 자료
- 박숭원 호성공신교서 - 국가유산청 국가유산포털